# Asiat Saitov
Asiat Saitov (* Kúibyshev, 1 de enero de 1965). Es un exciclista ruso, como amateur logró éxitos como el Tour de Olympia y el Tour de Grecia en 1984. Pasó a profesional desde el 1990 hasta su retirada en 1996. Su mayor éxito deportivo lo logró en la Vuelta a España, donde consiguió dos victorias de etapa en las ediciones de 1990 y 1995. Además, en la ronda española se hizo con la clasificación de los sprints especiales en las ediciones de 1990 y 1993.

## Palmarés
| 1990 - 1 etapa de la Vuelta a España, más clasificación de los sprints especiales 1992 - Campeonato de Rusia en Ruta - Vuelta a Castilla y León - 1 etapa de la Vuelta al País Vasco 1993 - 2.º en el Campeonato de Rusia en Ruta - 1 etapa de la Vuelta a Aragón - clasificación de los sprints especiales en la Vuelta a España | 1994 - G. P. de Llodio - 1 etapa de la Vuelta a La Rioja - 2 etapas de la Vuelta a Castilla y León 1995 - 1 etapa de la Vuelta a España - 1 etapa de la Vuelta al País Vasco - Campeonato de Rusia en Ruta - Vuelta al Alentejo 1996 - 1 etapa de la Vuelta a Portugal |

### Resultados en el Tour de Francia
- 1990. Abandona

### Resultados en la Vuelta a España
- 1990. 129.º de la clasificación general. Vencedor de una etapa y de la Clasificación de los esprints especiales
- 1992. 72.º de la clasificación general
- 1993. 59.º de la clasificación general. Vencedor de la Clasificación de los esprints especiales
- 1994. 105.º de la clasificación general
- 1995. 52.º de la clasificación general. Vencedor de una etapa

### Resultados en el Giro de Italia
- 1990. 79.º de la clasificación general
- 1993. 113.º de la clasificación general